# Онесимос Несиб
Онесимос Несиб (оромо Onesimoos Nasiib) (около 1856 года — 21 июня 1931 года) — представитель народа оромо, который стал лютеранином и перевёл Библию на язык оромо.

## Биография
Онесимос Несиб родился в регионе Оромия. Изначально родители назвали назвали мальчика Хика (впоследствии он взял имя в честь апостола из 70 Онисима). В возрасте 4 лет потерял отца, а в 1869 году был похищен работорговцами. Несиб прошёл через руки восьми хозяев, пока не был освобождён Вернером Мунцингером в Массауа. Затем юноша был направлен на обучение в шведскую евангелическую миссию в Имкуллу. В пасхальное воскресение 31 марта 1872 года Несиб принял крещение. После этого Несиб был направлен для продолжения обучения в Швецию, где провёл пять лет. После возвращения в Эфиопию женился на Мехрет Хайлу.
Онесимос планировал вернуться в родной регион Оромия, однако Менелик II наложил ограничения на деятельность в стране иностранных миссионеров. Тогда Несиб попытался проехать через Судан, однако из-за болезни и восстания махдистов был вынужден вернуться в Имкуллу. В 1886 году он начал работы над переводом Библии на родной язык, в чём ему помогла освобождённая из рабства землячка Астер Ганно.
В 1904 году Несиб наконец-то смог вернуться в Уоллега (регион Оромия), где начал проповедовать на языке оромо. Так как эфиопские священники не понимали этот язык, то они восприняли деятельность Несиба с откровенной враждебностью, заявляя что он хулит Деву Марию. По их обвинениям Онесимос был вынужден предстать перед Абуной Матеосом, который распорядился изгнать миссионера. Однако это решение было отменено Менеликом II, который, тем не менее, запретил Несибу проповедовать.
Хотя публичная деятельность Несиба в течение нескольких лет была ограничена работой в школе в Нэкэмте, угроза изгнания продолжала висеть над ним. Но в 1916 году Иясу V предоставил Несибу разрешение проповедовать свою веру. Несмотря на то, что Иясу был вскоре свергнут, однако его указ не был отменён, так что Онесимос продолжал проповедовать и распространять свои переводы Библии.
В Лютеранской молитвенной книге, издаваемой ЕЛЦА, Онесимос Несиб фигурирует в качестве святого. День памяти — 21 июня.

## Память
Имя Онесимоса Несиба носит семинария церкви Мекане Йесус в Аддис-Абебе.